# Narcissus munozii-garmendiae
Narcissus munozii-garmendiae är en amaryllisväxtart som beskrevs av Francisco Javier Fernández Casas. Narcissus munozii-garmendiae ingår i släktet narcisser, och familjen amaryllisväxter.
Artens utbredningsområde är Spanien. Inga underarter finns listade i Catalogue of Life.

## Bildgalleri

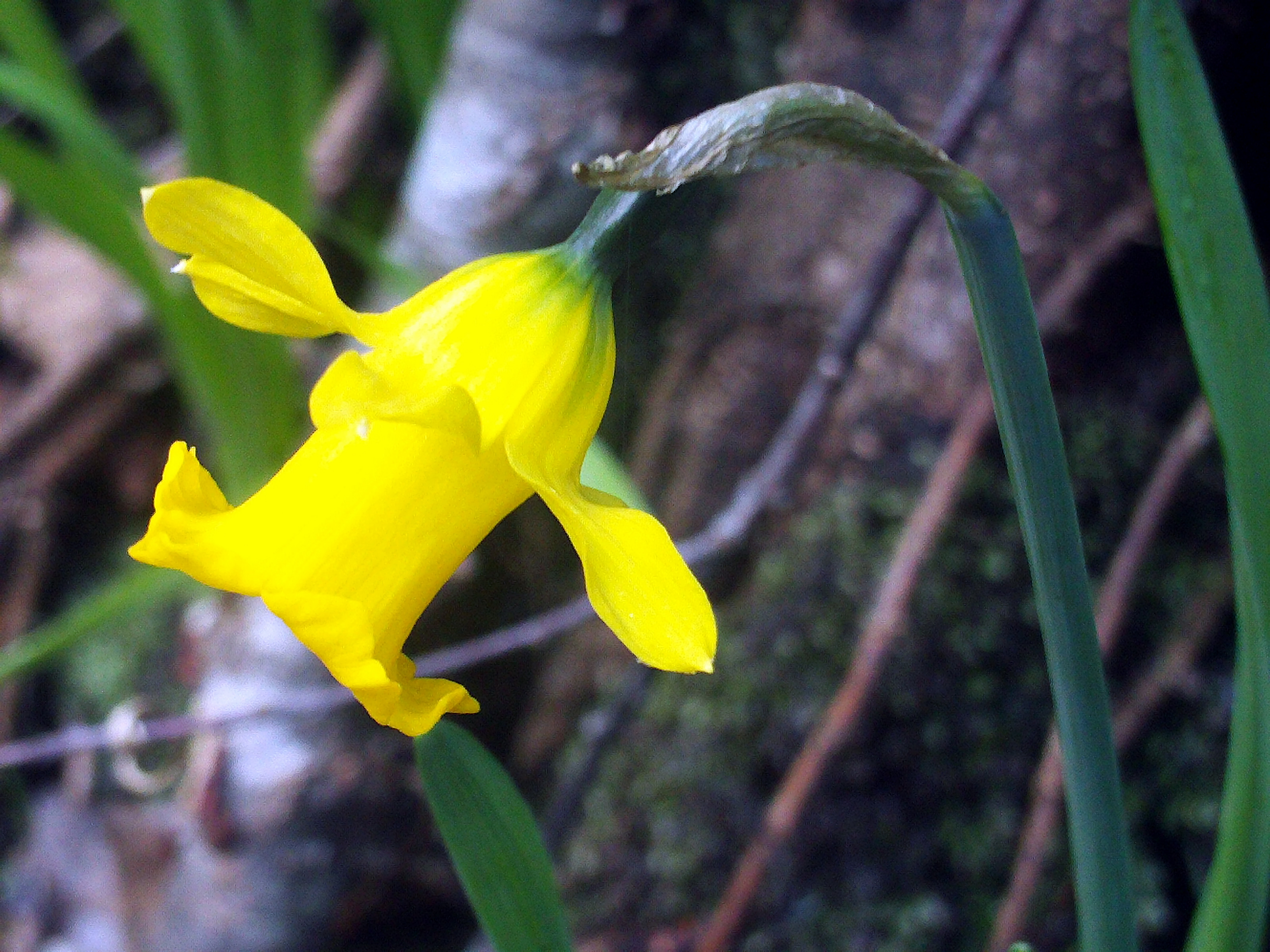
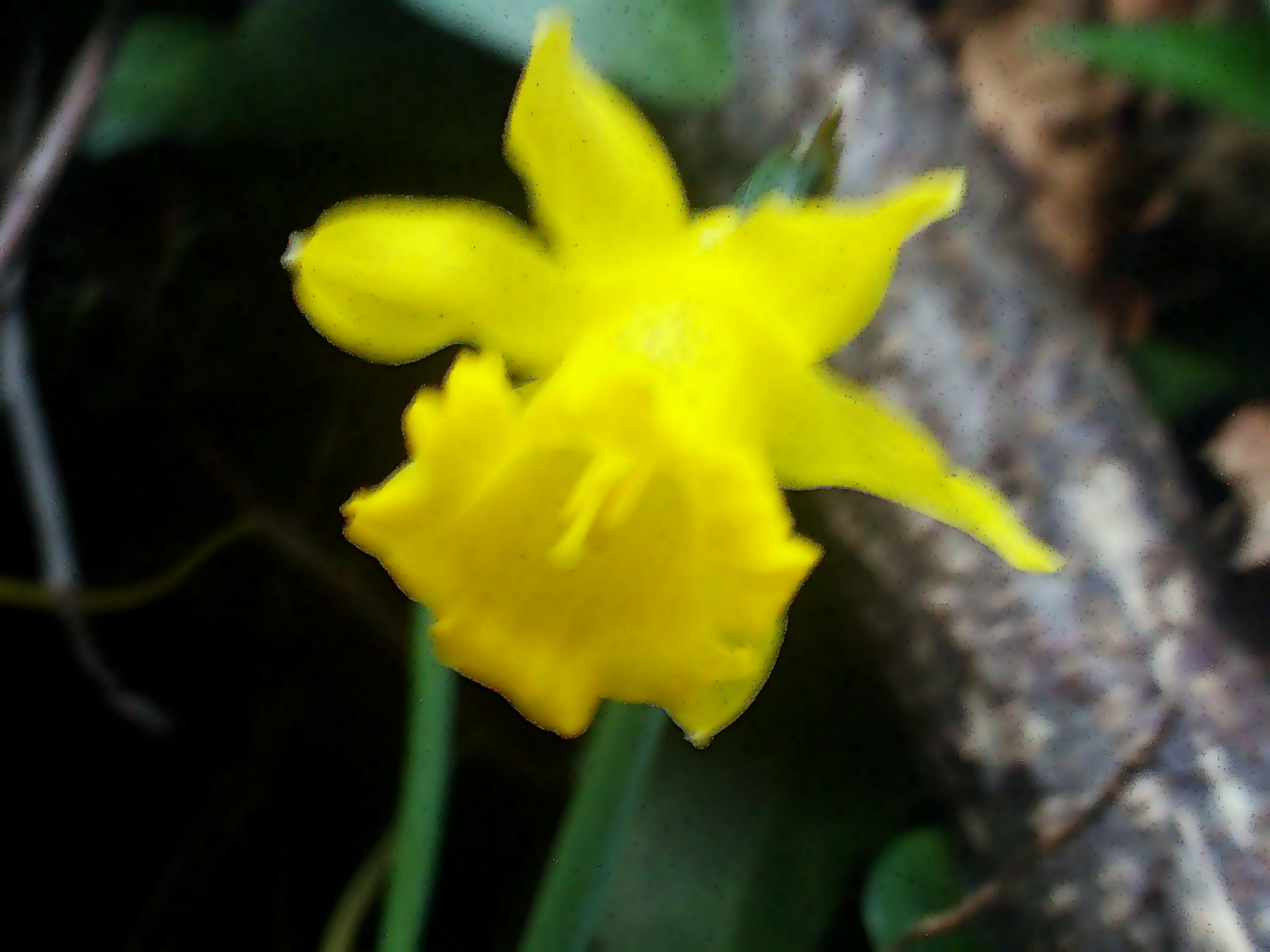
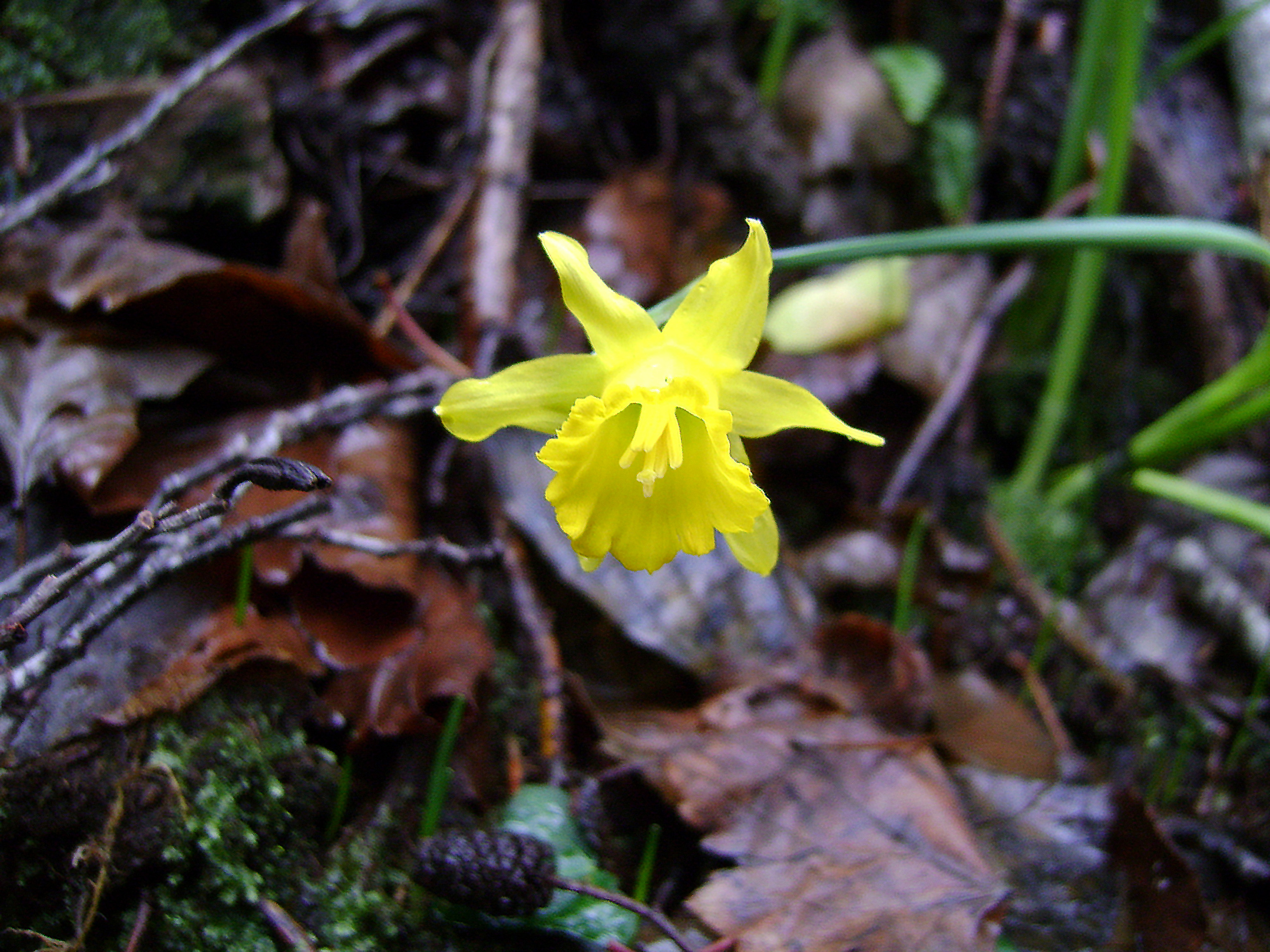
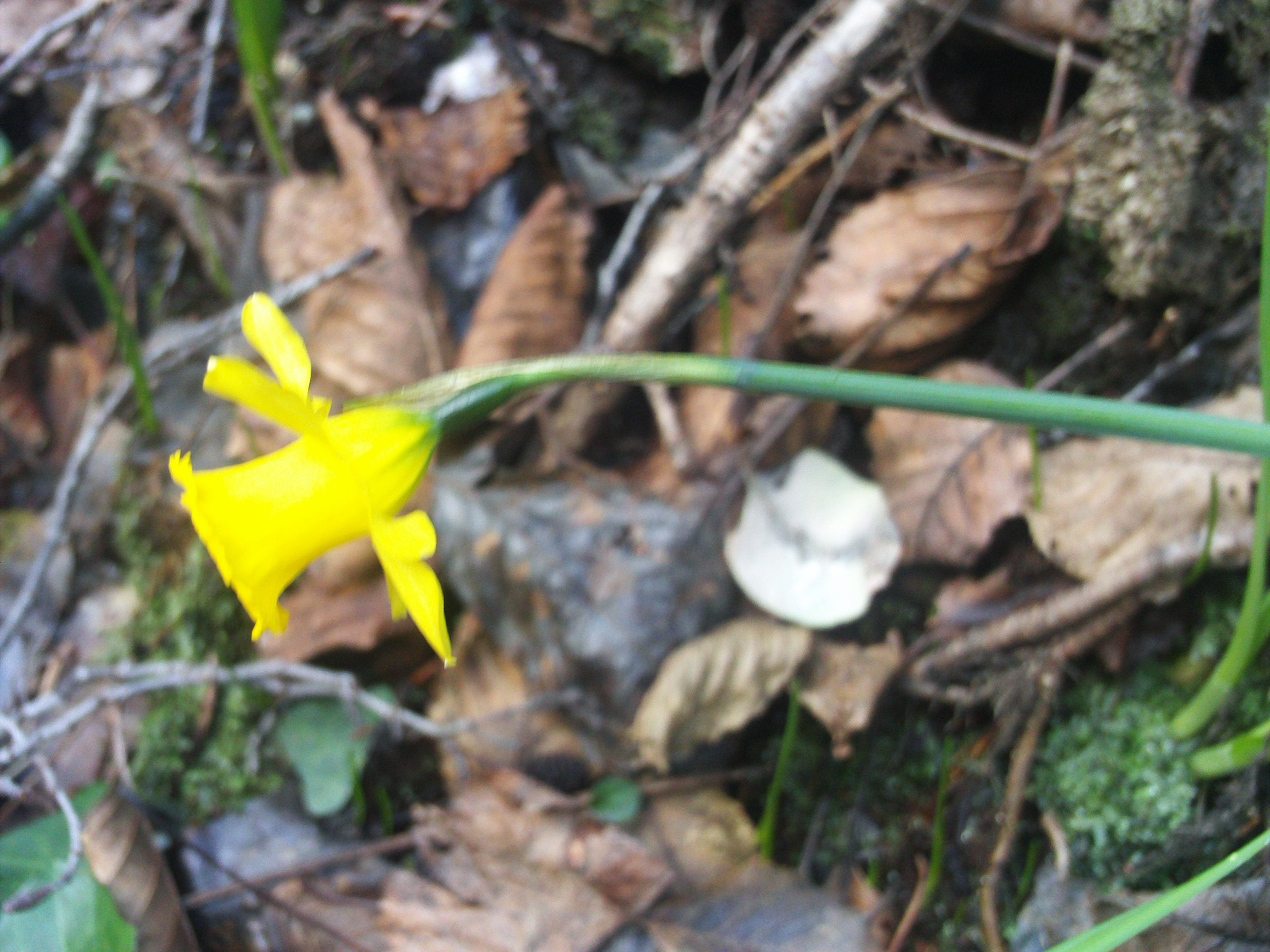